# التناغة
قرية التناغة هي إحدى القرى التابعة لمركز ساحل سليم في محافظة أسيوط في جمهورية مصر العربية. حسب إحصاءات سنة 2006، بلغ إجمالي السكان في التناغة 3894 نسمة، منهم 1967 رجل و1927 امرأة.